# Sandy Jardine
William "Sandy" Pullar Jardine (ur. 31 grudnia 1948 w Edynburgu, zm. 24 kwietnia 2014) – szkocki piłkarz występujący na pozycji obrońcy. Trener piłkarski.

## Kariera klubowa
Jardine zawodową karierę rozpoczynał w 1966 roku w zespole Rangers. W Scottish Division One zadebiutował 4 lutego 1967 roku w wygranym 5:1 pojedynku z Heart of Midlothian. W Rangers grał 16 lat. W tym czasie rozegrał tam 451 spotkań i zdobył 2 bramki. Z zespołem zdobył także 3 mistrzostwa Szkocji (1975, 1976, 1978), 5 Pucharów Szkocji (1973, 1976, 1978, 1979, 1981) oraz 5 Pucharów Ligi Szkockiej (1971, 1976, 1978, 1979, 1982).
W 1982 roku Jardine odszedł do Heart of Midlothian. W 1986 roku wywalczył z nim wicemistrzostwo Szkocji. W tym samym roku został grającym trenerem Heart. W 1988 roku wywalczył z nim wicemistrzostwo Szkocji. W tym samym roku zakończył karierę piłkarską, a także przestał być trenerem Heart.

## Kariera reprezentacyjna
W reprezentacji Szkocji Jardine zadebiutował 11 listopada 1970 roku w wygranym 1:0 meczu eliminacji mistrzostw Europy 1972 z Danią. 14 maja 1974 roku w wygranym 2:0 pojedynku rozgrywek British Home Championship z Walią strzelił swojego jedynego gola w drużynie narodowej.
W tym samym roku został powołany do kadry na mistrzostwa świata i zagrał na nich w spotkaniach z Zairem (2:0), Brazylią (0:0) i Jugosławią (1:1). Szkocja zaś zakończyła tamten turniej na fazie grupowej.
W 1978 roku Jardine ponownie znalazł się w zespole na mistrzostwa świata. Wystąpił na nich tylko w meczu z Iranem (1:1), a Szkocja odpadła z turnieju po fazie grupowej. W latach 1970–1979 w drużynie narodowej rozegrał w sumie 38 spotkań i zdobył 1 bramkę.